# Marga Groove-Markovic
Marga Groove-Markovic (* 27. September 1920 in Neuss; † 4. Dezember 2002) war eine Neusser Künstlerin. Sie lernte unter anderem bei Zoltan Székessy. Sie schuf Skulpturen, Gemälde, Hinterglasbilder, Zeichnungen, Aquarelle und Collagen. Bildwerke von ihr befinden sich in Neuss, Düsseldorf, Krefeld, Düren, Duisburg, Bottrop und im Aachener Raum. Sie war mit dem Maler und Restaurator Milan Marcovic verheiratet. 1950 wurde ihr der Cornelius-Preis der Stadt Düsseldorf verliehen.

## Werke
- Anna Selbdritt, 1950er Jahre, St. Anna, Düren
- Sitzender Knabe, 1963, Stadtgarten Neuss